# المپیاد شطرنج

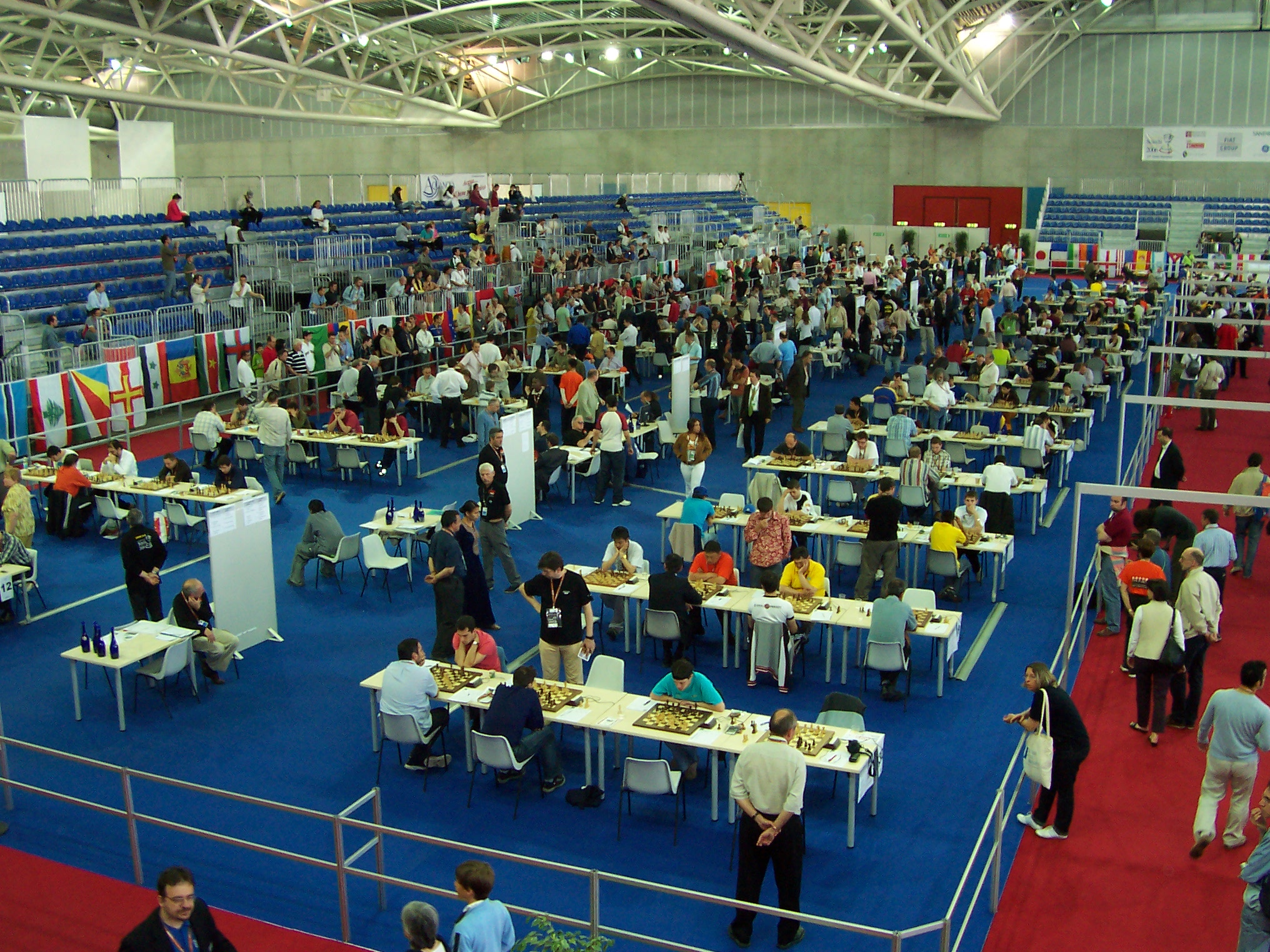
المپیاد شطرنج ۲۰۰۶ در تورین

المپیاد شطرنج یک تورنمنت شطرنج است که هر دو سال با شرکت تیم‌هایی از سراسر دنیا برگزار می‌شود. فیده (فدراسیون بین‌المللی شطرنج) نهاد برگزارکنندهٔ این رقابت‌هاست که میزبان بازی‌ها را نیز برمی‌گزیند.

## تاریخچه

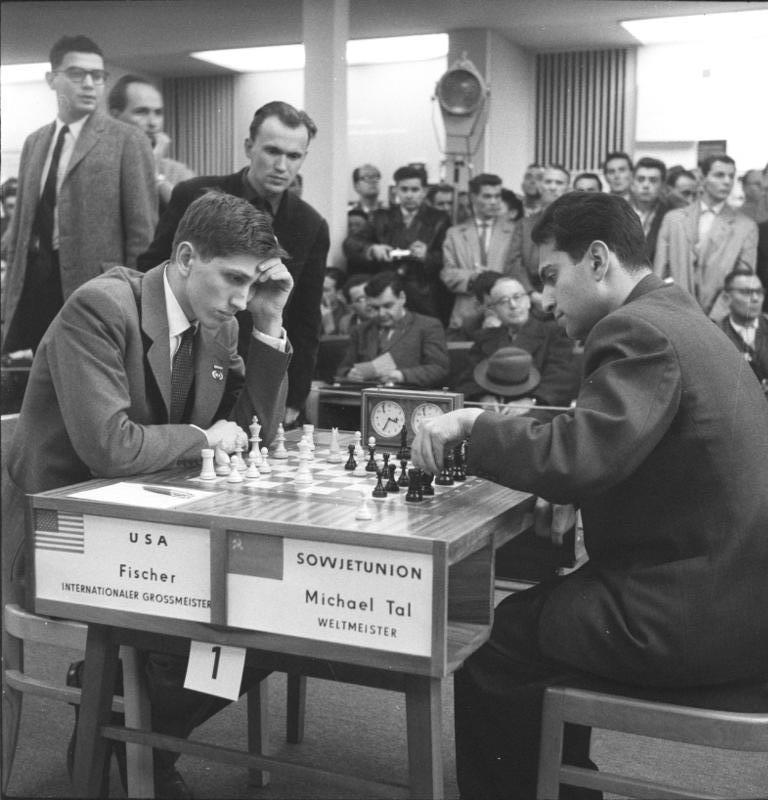
میخائیل تال - بابی فیشر در المپیاد ۱۹۶۰

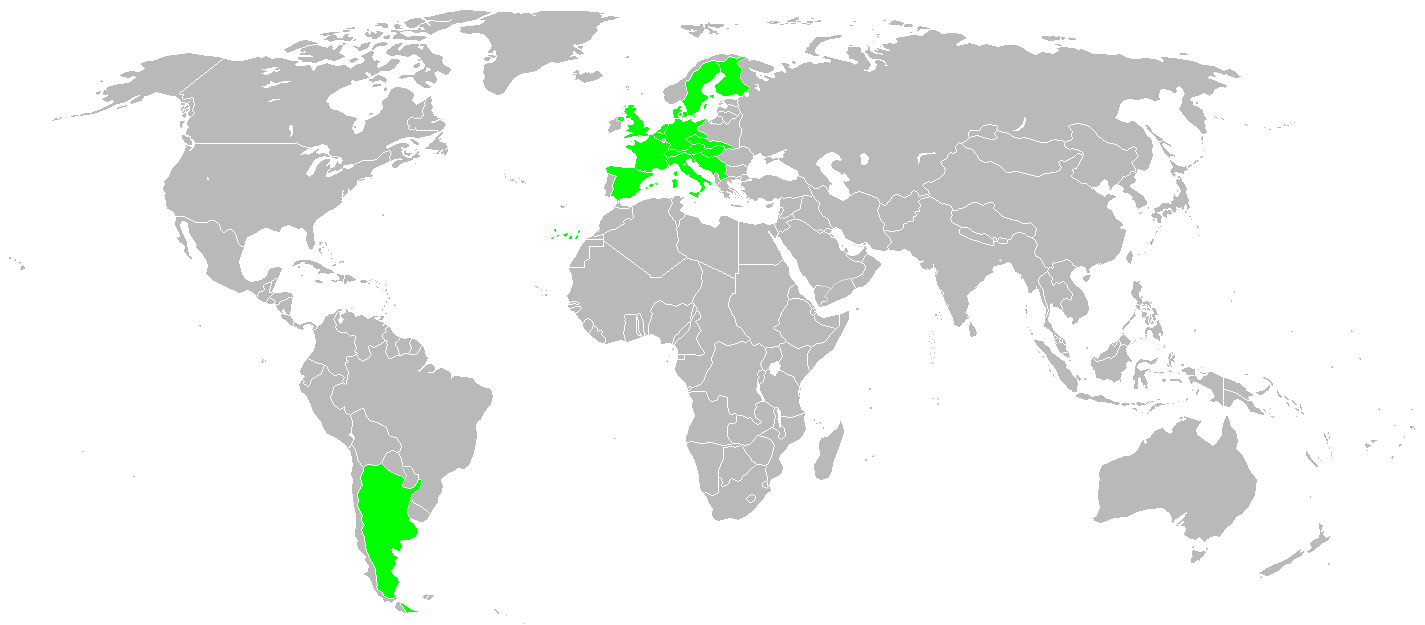
نخستین دوره المپیاد شطرنج با حضور ۱۶ کشور برگزار شد

نخستین دورهٔ این مسابقات به طور غیررسمی در سال ۱۹۲۴ برگزار شد. در آن سال تلاشی برای ورود شطرنج به المپیک صورت گرفت اما به دلیل مشکل در تفکیک شطرنج‌بازان حرفه‌ای از آماتور، با توجه به اینکه فقط ورزش‌کاران آماتور حق شرکت در المپیک را داشتند، ناکام ماند. فیده در ژوئیه ۱۹۲۴ روز پایان اولین دوره المپیاد غیررسمی شطرنج تأسیس شد. اولین دوره رسمی المپیاد شطرنج توسط فیده در سال ۱۹۲۷ در لندن برگزار شد. دوره‌های بعدی با وقفه‌های نامنظمی به دلیل حوادث مربوط به جنگ جهانی دوم برگزار شد و از سال ۱۹۵۰ به طور منظم هر دو سال یک بار برگزار می‌شود.
شطرنج از سال ۱۹۹۹ یک ورزش به رسمیت شناخته شده از سوی کمیته بین‌المللی المپیک است و فیده نمایندهٔ رسمی آن در سطح بین‌المللی است. فیده به عنوان عضو کمیته بین‌المللی المپیک به مقررات آن پایبند است و از جمله حتی به انجام آزمایش‌های بحث‌برانگیزِ برای شطرنج دوپینگ از بازیکنان اقدام می‌کند. چشم‌انداز المپیکی شدن شطرنج در آینده همچنان مبهم است. نام‌گذاری مسابقات قهرمانی جهان تیمی فیده به «المپیاد شطرنج» نیز به خاستگاه تاریخی آن مرتبط است و به معنای ارتباط این مسابقات و بازی‌های المپیک نیست.

## مقررات مسابقات

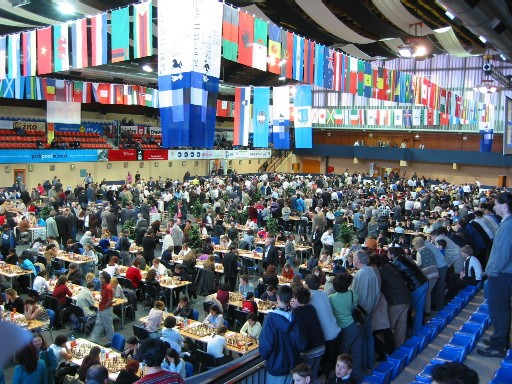
المپیاد شطرنج ۲۰۰۲ در بلد، اسلوونی

هر یک از فدراسیون‌های ملی عضو فیده می‌توانند با یک تیم در المپیاد شرکت کنند (در مورد بریتانیا، یک تیم برای هر یک از چهار کشور به علاوه گرنزی و جرزی که می‌توانند یک تیم به طور جداگانه وارد مسابقات کنند). هر تیم از پنج بازیکن تشکیل می‌شود. چهار بازیکن اصلی و یک جانشین (تا پیش از المپیاد ۲۰۰۸ درسدن دو جانشین وجود داشت). در گذشته هر تیم با تمام تیم‌های دیگر بازی می‌کرد اما در دوره‌های بعدی با افزایش تیم‌ها رقابت تمامی تیم‌ها با یکدیگر ناممکن شد و از سال ۱۹۷۶ روش سوئیسی برای برگزاری بازی‌ها پذیرفته شد.
جایزه تیم قهرمان در بخش آزاد جام همیلتون-راسل است که نجیب‌زادهٔ انگلیسی فردریک همیلتون-راسل به عنوان جایزهٔ اولین دورهٔ مسابقات (لندن، ۱۹۲۷) تعیین کرد. جام تا دورهٔ بعدی در اختیار تیم قهرمان است و سپس به محل مسابقات آورده و در اختیار قهرمان بعدی قرار می‌گیرد. جایزهٔ تیم قهرمان بخش زنان جام ورا منچیک، اولین قهرمان شطرنج زنان، نام دارد.

## رده‌بندی تیم‌ها
در این جدول رده‌بندی تیم‌ها بر اساس تعداد مدال‌ها در تمامی دوره‌ها آمده‌است.
| رتبه            | کشور                | طلا | نقره | برنز | مجموع |
| --------------- | ------------------- | --- | ---- | ---- | ----- |
| ۱               | اتحاد جماهیر شوروی  | ۱۸  | ۱    | ۰    | ۱۹    |
| ۲               | ایالات متحده آمریکا | ۶   | ۶    | ۸    | ۲۰    |
| ۳               | روسیه               | ۶   | ۳    | ۳    | ۱۲    |
| ۴               | مجارستان            | ۳   | ۷    | ۲    | ۱۲    |
| ۵               | ارمنستان            | ۳   | ۰    | ۳    | ۶     |
| ۶               | اوکراین             | ۲   | ۲    | ۳    | ۷     |
| ۷               | چین                 | ۲   | ۱    | ۰    | ۳     |
| ۸               | یوگسلاوی            | ۱   | ۶    | ۶    | ۱۳    |
| ۹               | لهستان              | ۱   | ۲    | ۳    | ۶     |
| ۱۰              | آلمان               | ۱   | ۱    | ۳    | ۵     |
| ۱۱              | انگلستان            | ۰   | ۳    | ۳    | ۶     |
| ۱۲              | آرژانتین            | ۰   | ۳    | ۲    | ۵     |
| ۱۳              | چکسلواکی            | ۰   | ۲    | ۱    | ۳     |
| ۱۴              | اسرائیل             | ۰   | ۱    | ۱    | ۲     |
| ۱۴              | سوئد                | ۰   | ۱    | ۱    | ۲     |
| ۱۴              | هلند                | ۰   | ۱    | ۱    | ۲     |
| ۱۷              | ازبکستان            | ۰   | ۱    | ۰    | ۱     |
| ۱۷              | بوسنی و هرزگوین     | ۰   | ۱    | ۰    | ۱     |
| ۱۷              | دانمارک             | ۰   | ۱    | ۰    | ۱     |
| ۲۰              | استونی              | ۰   | ۰    | ۱    | ۱     |
| ۲۰              | بلغارستان           | ۰   | ۰    | ۱    | ۱     |
| ۲۰              | هند                 | ۰   | ۰    | ۱    | ۱     |
| مجموع (۲۲ کشور) | مجموع (۲۲ کشور)     | ۴۳  | ۴۳   | ۴۳   | ۱۲۹   |

- شامل نتایج آلمان و آلمان غربی.

## بهترین بازیکنان در بخش آزاد
| #  | بازیکن          | کشور      | المپیاد | بازی‌ها | برد | تساوی | باخت | ٪    | مدال‌ها  |
| -- | --------------- | --------- | ------- | ------ | --- | ----- | ---- | ---- | ------- |
| ۲  | آناتولی کارپف   | شوروی     | ۶       | ۶۸     | ۴۳  | ۲۳    | ۲    | ۸۰٫۱ | ۳–۲ - ۰ |
| ۳  | تیگران پتروسیان | شوروی     | ۱۰      | ۱۲۹    | ۷۸  | ۵۰    | ۱    | ۷۹٫۸ | ۶–۰ - ۰ |
| ۴  | ایزاک کاشدان    | آمریکا    | ۵       | ۷۹     | ۵۲  | ۲۲    | ۵    | ۷۹٫۷ | ۲–۱ - ۲ |
| ۵  | واسیلی اسمیسلوف | شوروی     | ۹       | ۱۱۳    | ۶۹  | ۴۲    | ۲    | ۷۹٫۶ | ۴–۲ - ۲ |
| ۶  | دیوید برونشتین  | شوروی     | ۴       | ۴۹     | ۳۰  | ۱۸    | ۱    | ۷۹٫۶ | ۳–۱ - ۰ |
| ۷  | گری کاسپاروف    | شوروی (۱) | ۸       | ۸۲     | ۵۰  | ۲۹    | ۳    | ۷۸٫۷ | ۷–۲ - ۲ |
| ۸  | الکساندر آلخین  | فرانسه    | ۵       | ۷۲     | ۴۳  | ۲۷    | ۲    | ۷۸٫۵ | ۲–۲ - ۰ |
| ۹  | میلان ماتولویچ  | یوگسلاوی  | ۶       | ۷۸     | ۴۶  | ۲۸    | ۴    | ۷۶٫۹ | ۱–۲ - ۰ |
| ۱۰ | پاول کرس        | شوروی (۲) | ۱۰      | ۱۴۱    | ۸۵  | ۴۴    | ۱۲   | ۷۵٫۹ | ۵–۱ - ۱ |
| ۱۱ | افیم گلر        | شوروی     | ۷       | ۷۶     | ۴۶  | ۲۳    | ۷    | ۷۵٫۶ | ۳–۳ - ۰ |
| ۱۲ | جیمز تارجان     | آمریکا    | ۵       | ۵۱     | ۳۲  | ۱۳    | ۶    | ۷۵٫۵ | ۲–۱ - ۰ |
| ۱۳ | بابی فیشر       | آمریکا    | ۴       | ۶۵     | ۴۰  | ۱۸    | ۷    | ۷۵٫۴ | ۰–۲ - ۱ |
| ۱۴ | میخائیل بتوینیک | شوروی     | ۶       | ۷۳     | ۳۹  | ۳۱    | ۳    | ۷۴٫۷ | ۲–۱ - ۲ |
| ۱۵ | سالو فلور       | چکسلواکی  | ۷       | ۸۲     | ۴۶  | ۲۸    | ۸    | ۷۳٫۲ | ۲–۱ - ۱ |

پی‌نوشت:
- فقط بازیکنانی که دست‌کم در چهار المپیاد شرکت داشته‌اند در این جدول حضور دارند.
- مدال‌ها فقط به مدال‌های انفرادی (و نه تیمی) بازیکنان مربوط می‌شود و به ترتیب از راست طلا، نقره و برنز است.
- (۱)  کاسپاروف چهار المپیاد اول را برای شوروی و بقیه را برای روسیه بازی کرد. چهار طلای او برای بهترین نمایش ریتینگ است (که نخستین بار در تسالونیکی ۱۹۸۴ آغاز شد) و سه طلا برای بهترین امتیاز در میز اول.
- (۲)  کرس سه المپیاد اولش را برای استونی و بقیه را برای شوروی بازی کرد.